# Grand Prix automobile de Hongrie 2011
GP précédent GP suivant
Le Grand Prix automobile de Hongrie 2011 (Formula 1 Eni Magyar Nagydíj 2011), disputé le 31 juillet 2011 sur le Hungaroring, est la 850e épreuve du championnat du monde de Formule 1 courue depuis 1986 et la onzième manche du championnat 2011.
Parti de la deuxième ligne, le pilote britannique Jenson Button parvient s'emparer de la tête à une vingtaine de tours de la fin pour fêter par une victoire son deux centième départ en Formule 1. Les deux autres pilotes présents sur le podium sont Sebastian Vettel (Red Bull Racing) qui retrouve l'une des deux premières places après sa contre-performance en Allemagne, et Fernando Alonso (Ferrari). Grâce à sa deuxième victoire de la saison, Button réduit l'écart avec les pilotes qui le précèdent au championnat du monde mais conserve toutefois sa cinquième position. En terminant deuxième, Sebastian Vettel accentue son avance en tête du championnat : avec 234 points, il compte 85 longueurs d'avance sur son coéquipier Mark Webber. À la fin du Grand Prix, dix-sept des vingt-sept pilotes en lice au championnat du monde ont marqué au moins un point.
Chez les constructeurs, malgré la victoire de Button, Red Bull Racing conserve une avance confortable en tête du championnat avec 383 points, loin devant McLaren (280) et Ferrari (215). À l'issue de la course, neuf des douze écuries engagées au championnat ont inscrit au moins un point, Lotus, Virgin et HRT n'étant toujours pas parvenues à placer un de leurs pilotes dans le top dix.

## Essais libres

### Vendredi matin, séance de 10 h
| Pos. | Pilote           | Voiture          | Chrono         | Écart     |
| ---- | ---------------- | ---------------- | -------------- | --------- |
| 1    | Lewis Hamilton   | McLaren-Mercedes | 1 min 23 s 350 |           |
| 2    | Sebastian Vettel | Red Bull-Renault | 1 min 23 s 564 | + 0 s 214 |
| 3    | Fernando Alonso  | Ferrari          | 1 min 23 s 642 | + 0 s 292 |
| 4    | Mark Webber      | Red Bull-Renault | 1 min 23 s 666 | + 0 s 316 |
| 5    | Jenson Button    | McLaren-Mercedes | 1 min 23 s 772 | + 0 s 422 |
| 6    | Felipe Massa     | Ferrari          | 1 min 24 s 115 | + 0 s 765 |

La température ambiante est de 19 °C au départ de la première séance d'essais libres du Grand Prix de Hongrie. La piste est légèrement humide à cause des pluies de la nuit et il faut donc attendre de longues minutes avant que le premier pilote en piste, Nico Hülkenberg, signe le meilleur temps chronométré en 1 min 28 s 286 avec les pneus les plus tendres de la gamme Pirelli,,.
Ce temps est ensuite battu par Sébastien Buemi en 1 min 27 s 058 puis par Jenson Button à deux reprises (1 min 25 s 697 puis 1 min 24 s 983). Son coéquipier Lewis Hamilton tourne alors en 1 min 24 s 284 mais Fernando Alonso, qui fête son trentième anniversaire, améliore à deux reprises (1 min 24 s 179 et 1 min 23 s 642). À une demi-heure du drapeau à damier, Sebastian Vettel tourne en 1 min 23 s 564,.
Dix minutes plus tard, Hamilton se replace en tête en 1 min 23 s 350, lorsque Mark Webber sort de la piste et heurte le rail de face : il réussit à rejoindre son stand sans son museau et avec un pneu crevé. Lewis Hamilton signe le meilleur temps de la séance et devance Vettel, Alonso, Webber, Button et Massa,,.
Chez Lotus Renault GP, Bruno Senna débute officiellement au volant de la Renault R31 et termine au quinzième rang, à sept dixièmes de seconde de son coéquipier Vitaly Petrov. Chez Marussia Virgin Racing, Jérôme d'Ambrosio n'a pris la piste qu'à un quart d’heure de la fin et termine à près de quatre dixièmes de son coéquipier Timo Glock.
- Bruno Senna, pilote essayeur chez Lotus Renault GP, a remplacé Nick Heidfeld lors de cette séance d'essais.
- Nico Hülkenberg, pilote essayeur chez Force India, a remplacé Adrian Sutil lors de cette séance d'essais.

### Vendredi après-midi, séance de 14 h
| Pos. | Pilote           | Voiture          | Chrono         | Écart     |
| ---- | ---------------- | ---------------- | -------------- | --------- |
| 1    | Lewis Hamilton   | McLaren-Mercedes | 1 min 21 s 018 |           |
| 2    | Fernando Alonso  | Ferrari          | 1 min 21 s 259 | + 0 s 241 |
| 3    | Jenson Button    | McLaren-Mercedes | 1 min 21 s 322 | + 0 s 304 |
| 4    | Mark Webber      | Red Bull-Renault | 1 min 21 s 508 | + 0 s 490 |
| 5    | Sebastian Vettel | Red Bull-Renault | 1 min 21 s 549 | + 0 s 531 |
| 6    | Felipe Massa     | Ferrari          | 1 min 22 s 099 | + 1 s 081 |

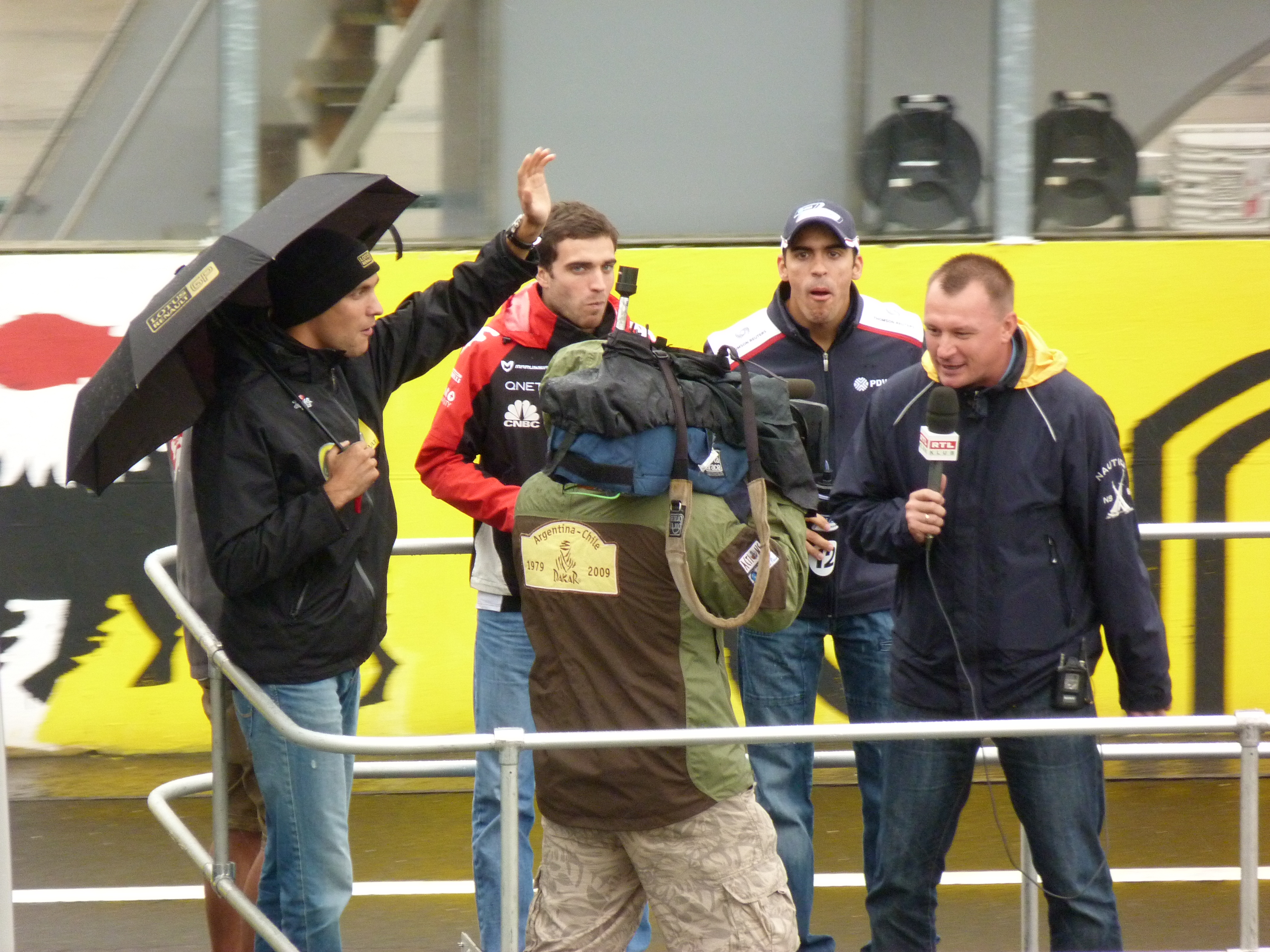
Vitaly Petrov, Jérôme d'Ambrosio et Pastor Maldonado lors de la parade sur le Hungaroring.

La température ambiante est de 21 °C et il ne pleut toujours pas au départ de la deuxième séance d'essais libres. Les pilotes entrent rapidement en piste et Jaime Alguersuari signe le premier temps de référence en 1 min 27 s 596. Ce temps est très vite amélioré par Sergio Pérez en 1 min 25 s 881 puis par Vitaly Petrov en 1 min 25 s 560. Pérez reprend ensuite la tête en 1 min 24 s 679 mais son temps est battu par Lewis Hamilton (1 min 23 s 593), Felipe Massa (1 min 22 s 928) et Sebastian Vettel (1 min 22 s 666),,.
Jenson Button signe ensuite le meilleur temps en 1 min 22 s 536 mais est battu par Fernando Alonso en 1 min 22 s 297 avant de reprendre son bien en 1 min 22 s 091. Alonso améliore alors à nouveau en 1 min 22 s 070, tous ces temps étant signés en pneus durs. Peu avant la mi-séance, Massa s'élance en pneus tendres (les « super tendres » de la gamme Pirelli) mais fait deux erreurs dans son premier tour et Alonso, en pneus tendres lui aussi, améliore son meilleur temps en 1 min 21 s 259.
Les autres pilotes s'élancent à leur tour en pneus tendres et Hamilton fait tomber le temps d'Alonso en tournant en 1 min 21 s 018. Le reste de cette séance est mis à profit pour évaluer la résistance des pneus tendres pour préparer la course. Hamilton signe le meilleur temps de cette première journée et devance Alonso, Button, Webber, Vettel, Massa, Rosberg et Schumacher,,.

### Samedi matin, séance de 10 h
| Pos. | Pilote           | Voiture          | Chrono         | Écart     |
| ---- | ---------------- | ---------------- | -------------- | --------- |
| 1    | Sebastian Vettel | Red Bull-Renault | 1 min 21 s 168 |           |
| 2    | Fernando Alonso  | Ferrari          | 1 min 21 s 469 | + 0 s 301 |
| 3    | Jenson Button    | McLaren-Mercedes | 1 min 21 s 639 | + 0 s 471 |
| 4    | Mark Webber      | Red Bull-Renault | 1 min 21 s 645 | + 0 s 477 |
| 5    | Felipe Massa     | Ferrari          | 1 min 22 s 002 | + 0 s 834 |
| 6    | Nico Rosberg     | Mercedes         | 1 min 22 s 534 | + 1 s 366 |

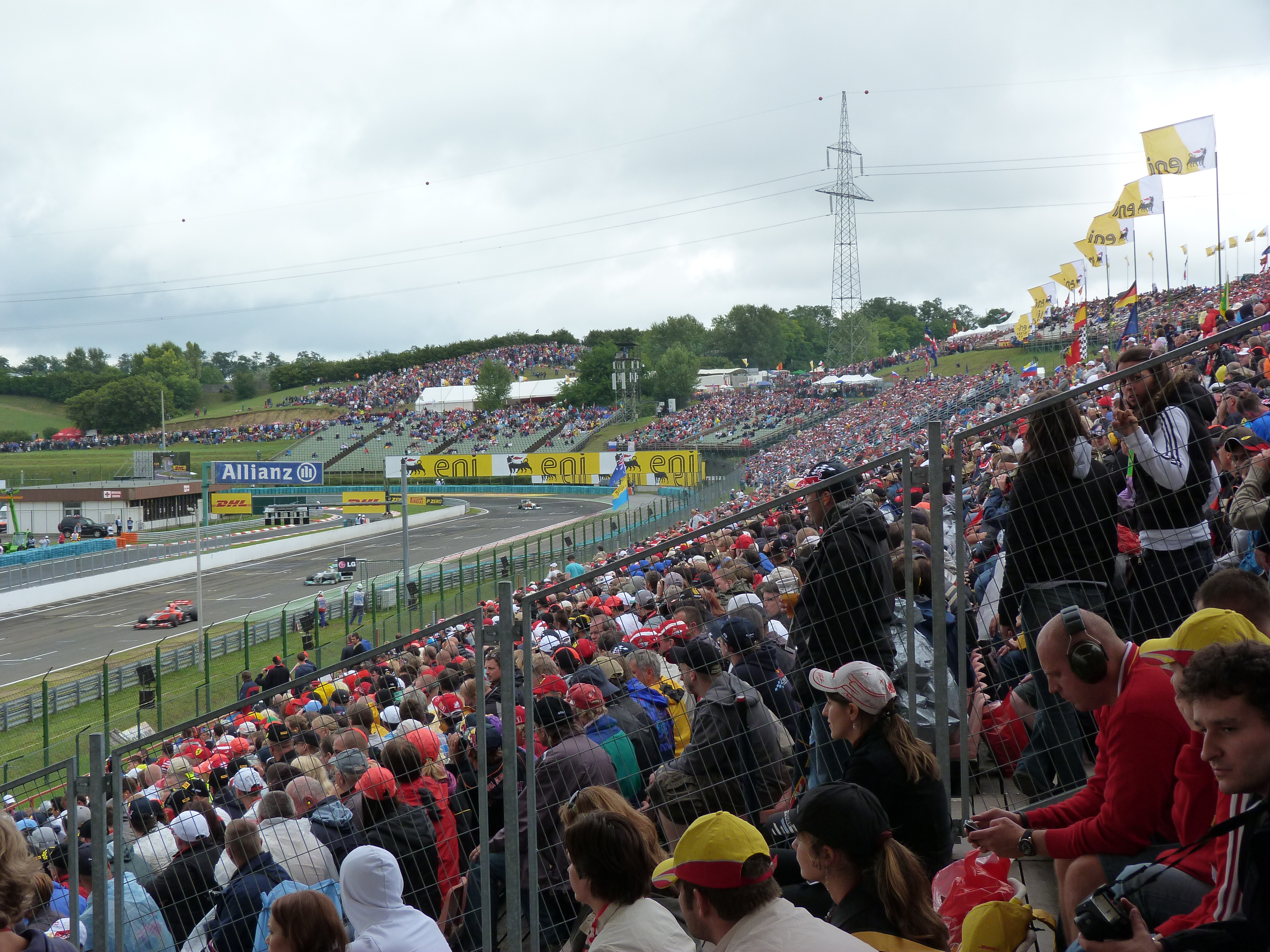
Les tribunes du circuit de Budapest

Pour la saison 2011, la FIA a imposé une période de « couvre-feu » pour les membres des équipes afin de soulager les mécaniciens sur les Grands Prix : à deux heures du matin, tout le monde doit s'arrêter pour profiter de six heures de repos, quatre exceptions étant permises dans la saison. L'écurie Red Bull Racing utilise son premier « joker » pour travailler sur la monoplace de Sebastian Vettel, qui en était mécontent après les essais libres du vendredi,.
La température ambiante est de 21 °C mais l'apparition du soleil fait monter la température de la piste à 32 °C au départ de la troisième et dernière séance d'essais libres. Les pilotes s'élancent très vite pour un premier tour d'installation et il faut attendre douze minutes pour que Jérôme d'Ambrosio signe les premiers temps de référence de la journée en 1 min 32 s 884 puis en 1 min 30 s 634,.
Ce temps est ensuite amélioré par Kamui Kobayashi (1 min 27 s 338 puis 1 min 26 s 188) et Nico Rosberg en 1 min 24 s 464. Jenson Button améliore à deux reprises (1 min 23 s 526 et 1 min 23 s 016) et Sebastian Vettel fait de même (1 min 22 s 360 puis 1 min 22 s 021). Quelques minutes plus tard, Michael Schumacher chausse le premier des pneus tendres et est imité par d'autres, notamment son coéquipier Nico Rosberg qui prend la deuxième place en 1 min 22 s 534.
Avec les pneus tendres que Fernando Alonso se hisse en tête du classement en 1 min 21 s 469 quand Lewis Hamilton fait un tout droit dans le premier virage. Les Red Bull s'élancent pour tenter de déloger Alonso de la première place et Vettel signe le meilleur temps de la séance en 1 min 21 s 168,.

## Séance de qualifications

### Résultats des qualifications

#### Session Q1
La température ambiante est de 22 °C au départ de la séance qualification du Grand Prix de Hongrie mais le vent est assez important et perturbe l’aérodynamique des voitures. Les pilotes s'élancent rapidement en piste et Sebastian Vettel est le premier à signer un temps de référence en 1 min 22 s 387 en pneus durs,.
Ce temps est ensuite battu par Lewis Hamilton lui aussi en pneus durs (1 min 21 s 636) puis par Fernando Alonso en 1 min 21 s 578 avec les mêmes pneus. Jérôme d'Ambrosio réalise une de ses meilleures qualifications de la saison : malgré sa dernière place sur la grille de départ, il réduit l'écart par rapport à son coéquipier Timo Glock à seulement 216 millièmes de seconde.
Les sept pilotes éliminés sont Vitantonio Liuzzi, Jérôme d'Ambrosio, Daniel Ricciardo, Timo Glock, Heikki Kovalainen, Jarno Trulli et Sébastien Buemi,.

#### Session Q2
Sebastian Vettel est l'un des premiers pilotes restants à s'élancer en piste pour la session Q2 et signe le premier temps de référence en 1 min 21 s 095 en pneus tendres. Lewis Hamilton prend la deuxième place à quelques millièmes mais en pneus durs,.
Quelques secondes plus tard, Mark Webber prend la tête du classement en 1 min 20 s 890 avant de se faire battre par Jenson Button en 1 min 20 s 578 puis par Fernando Alonso en 1 min 20 s 262, les trois pilotes étant en pneus tendres.
Si certains pilotes se relancent en piste pour éviter une élimination prématurée, les sept premiers du classement, Alonso, Button, Webber, Vettel, Massa, Hamilton et Rosberg restent dans leur stand. Les sept pilotes éliminés sont Pastor Maldonado, son coéquipier Rubens Barrichello, Jaime Alguersuari, les deux pilotes Renault F1 Team, Nick Heidfeld et Vitaly Petrov, Kamui Kobayashi et Paul di Resta. À l'exception du Grand Prix de Grande-Bretagne marqué par la limitation du diffuseur soufflé, Renault était toujours parvenu cette saison à hisser au moins un de ses pilotes dans la dernière partie des qualifications.

#### Session Q3
Lewis Hamilton chausse des pneus tendres pour la première fois et signe le meilleur temps à l'issue de sa première tentative en 1 min 19 s 978. Sebastian Vettel est deuxième devant Fernando Alonso, Jenson Button, Felipe Massa et Mark Webber tandis qu'Adrian Sutil, Michael Schumacher, Nico Rosberg et Sergio Pérez sont toujours dans leur stand : comprenant qu'ils n'ont aucune chance de faire mieux que leurs adversaires, ils économisent tous les quatre un train de pneus neufs en vue de la course de dimanche en n'effectuant qu'une seule tentative,.
Les dix pilotes sont tous en piste dans les deux dernières minutes de la séance. La lutte pour la pole position se joue entre Vettel et Alonso et l'Allemand signe le meilleur tour en 1 min 19 s 815.
Vettel devance Hamilton, Button, Massa, Alonso, Webber, Rosberg, Sutil, Schumacher et Perez qui n'a pas signé de tour chronométré,.

### Grille de départ
| Pos.                                                                                      | Pilote                  | Écurie               | Qualifications 1 | Qualifications 2 | Qualifications 3 |
| ----------------------------------------------------------------------------------------- | ----------------------- | -------------------- | ---------------- | ---------------- | ---------------- |
| 1                                                                                         | Sebastian Vettel SREC   | Red Bull-Renault     | 1 min 21 s 740   | 1 min 21 s 095   | 1 min 19 s 815   |
| 2                                                                                         | Lewis Hamilton SREC     | McLaren-Mercedes     | 1 min 21 s 636   | 1 min 21 s 105   | 1 min 19 s 978   |
| 3                                                                                         | Jenson Button SREC      | McLaren-Mercedes     | 1 min 22 s 038   | 1 min 20 s 578   | 1 min 20 s 024   |
| 4                                                                                         | Felipe Massa SREC       | Ferrari              | 1 min 22 s 130   | 1 min 21 s 099   | 1 min 20 s 350   |
| 5                                                                                         | Fernando Alonso SREC    | Ferrari              | 1 min 21 s 578   | 1 min 20 s 262   | 1 min 20 s 365   |
| 6                                                                                         | Mark Webber SREC        | Red Bull-Renault     | 1 min 22 s 208   | 1 min 20 s 890   | 1 min 20 s 474   |
| 7                                                                                         | Nico Rosberg SREC       | Mercedes             | 1 min 22 s 996   | 1 min 21 s 243   | 1 min 21 s 098   |
| 8                                                                                         | Adrian Sutil SREC       | Force India-Mercedes | 1 min 22 s 237   | 1 min 22 s 000   | 1 min 21 s 445   |
| 9                                                                                         | Michael Schumacher SREC | Mercedes             | 1 min 22 s 876   | 1 min 21 s 852   | 1 min 21 s 907   |
| 10                                                                                        | Sergio Pérez SREC       | Sauber-Ferrari       | 1 min 23 s 067   | 1 min 22 s 157   | Pas de temps     |
| 11                                                                                        | Paul di Resta SREC      | Force India-Mercedes | 1 min 22 s 976   | 1 min 22 s 256   |                  |
| 12                                                                                        | Vitaly Petrov SREC      | Renault              | 1 min 23 s 070   | 1 min 22 s 284   |                  |
| 13                                                                                        | Kamui Kobayashi SREC    | Sauber-Ferrari       | 1 min 23 s 278   | 1 min 22 s 435   |                  |
| 14                                                                                        | Nick Heidfeld SREC      | Renault              | 1 min 23 s 024   | 1 min 22 s 470   |                  |
| 15                                                                                        | Rubens Barrichello SREC | Williams-Cosworth    | 1 min 23 s 075   | 1 min 22 s 684   |                  |
| 16                                                                                        | Jaime Alguersuari SREC  | Toro Rosso-Ferrari   | 1 min 23 s 285   | 1 min 22 s 979   |                  |
| 17                                                                                        | Pastor Maldonado SREC   | Williams-Cosworth    | 1 min 23 s 847   | Pas de temps     |                  |
| 18                                                                                        | Sébastien Buemi SREC    | Toro Rosso-Ferrari   | 1 min 24 s 070   |                  |                  |
| 19                                                                                        | Heikki Kovalainen       | Team Lotus-Renault   | 1 min 24 s 362   |                  |                  |
| 20                                                                                        | Jarno Trulli            | Team Lotus-Renault   | 1 min 24 s 534   |                  |                  |
| 21                                                                                        | Timo Glock              | Virgin-Cosworth      | 1 min 26 s 294   |                  |                  |
| 22                                                                                        | Vitantonio Liuzzi       | HRT-Cosworth         | 1 min 27 s 908   |                  |                  |
| 23                                                                                        | Daniel Ricciardo        | HRT-Cosworth         | 1 min 26 s 323   |                  |                  |
| 24                                                                                        | Jérôme d'Ambrosio       | Virgin-Cosworth      | 1 min 26 s 510   |                  |                  |
| Temps minimal à réaliser pour la qualification : 1 min 27 s 288 (107 % de 1 min 21 s 578) |                         |                      |                  |                  |                  |

- Note : Sébastien Buemi reçoit une pénalité de cinq places pour avoir causé un accident lors du Grand Prix d'Allemagne[21].

## Course

### Déroulement de l'épreuve

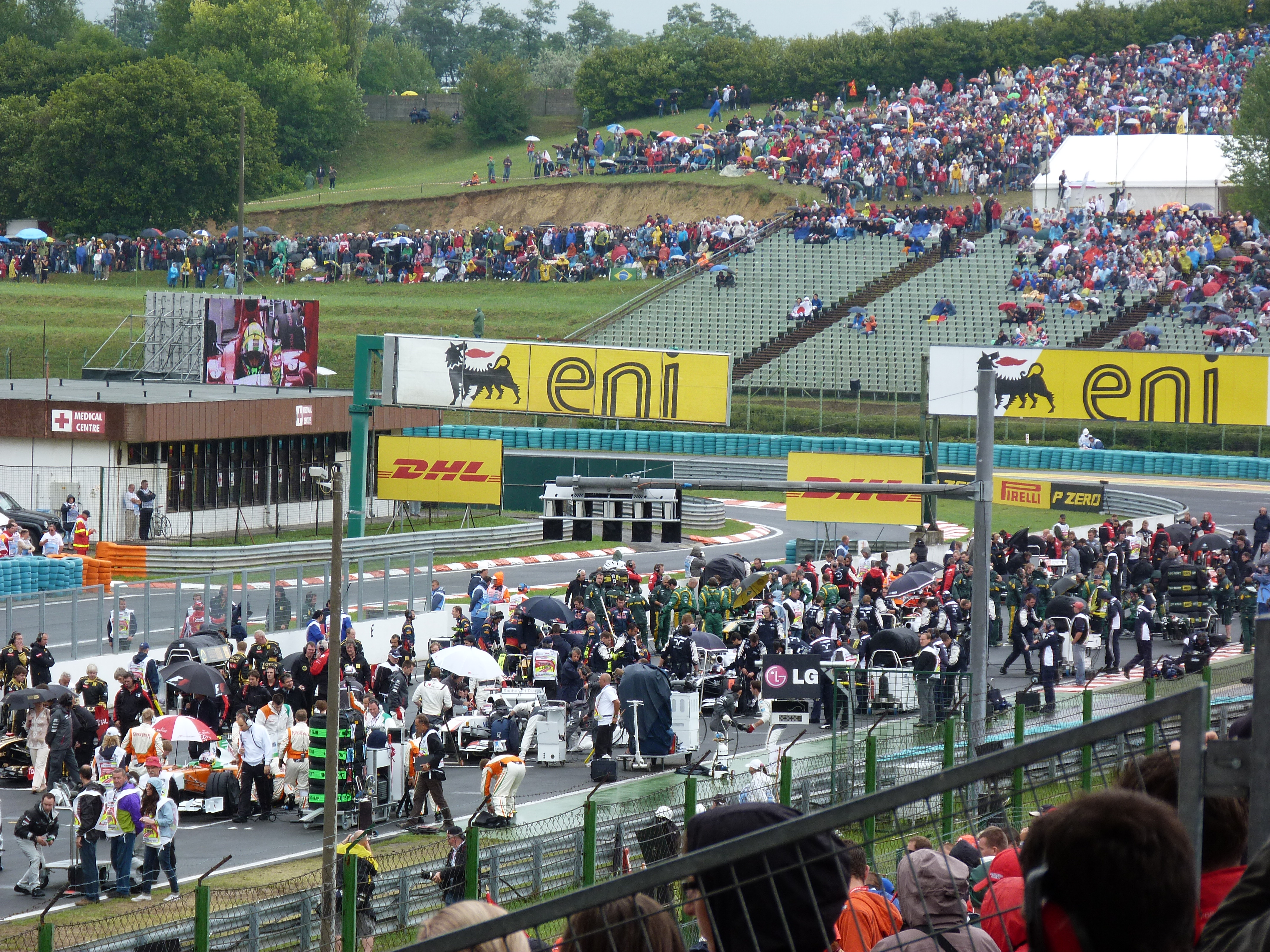
La mise en grille du Grand Prix au Hungaroring.

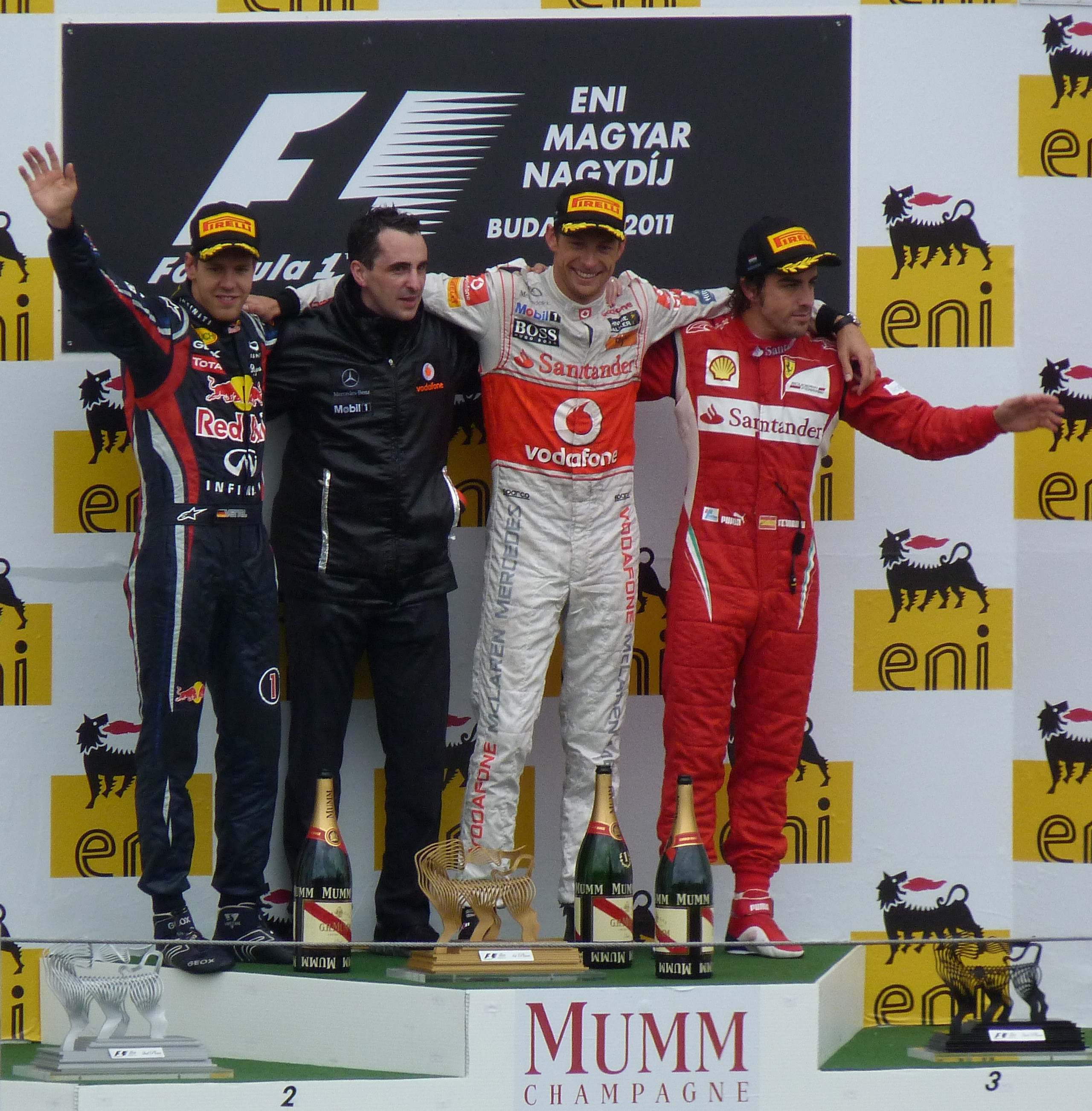
Sur le podium, Jenson Button devance Sebastian Vettel et Fernando Alonso.

S'il ne pleut pas, la piste est totalement détrempée à quelques minutes du départ du Grand Prix de Hongrie et l'ensemble des concurrents se présente sur la grille en pneus intermédiaires. À l'extinction des feux, Sebastian Vettel, en pole position, prend un excellent départ devant les deux pilotes McLaren qui s'attaquent dès les premiers virages, Lewis Hamilton gardant l'avantage. Au premier passage, Vettel mène devant Hamilton, Jenson Button, Nico Rosberg, Fernando Alonso, Michael Schumacher, Felipe Massa et Mark Webber. Quelques minutes plus tard, Alonso prend l'avantage sur Rosberg avant de faire une erreur et de se retrouver à nouveau derrière son adversaire direct. Lewis Hamilton, plus rapide que Sebastian Vettel, l'attaque sans relâche et finit par pousser son rival à commettre une erreur de pilotage pour défendre sa place dans le cinquième tour : Hamilton file, et désormais Vettel se trouve sous la menace directe de Button,,,.
Dans le septième tour, Alonso commet une nouvelle erreur et est doublé par son coéquipier qui passe devant lui, avant de partir à son tour à la faute, touchant le muret avec l'arrière de sa monoplace,. Au huitième passage, Hamilton devance Vettel de 5 secondes, Button de 7 s, Rosberg de 11 s, Alonso (le pilote le plus rapide en piste) de 12 s et Webber de 15 s ; suivent Schumacher, Paul di Resta, Massa et Kamui Kobayashi. Webber, Massa et Rubens Barrichello rentrent à leur stand chausser des pneus slicks au dixième tour alors que la piste reste encore très humide. Button, di Resta, Pastor Maldonado, Nick Heidfeld et Timo Glock les imitent au tour suivant, Hamilton, Vettel, Alonso, Rosberg, Kobayashi, Sébastien Buemi, Heikki Kovalainen, Adrian Sutil, Sergio Pérez et Vitantonio Liuzzi au douzième tour, Schumacher, Jaime Alguersuari, Jarno Trulli et Daniel Ricciardo au treizième.
Au quatorzième passage, Hamilton précède Button de 5 secondes, Vettel de 6 s, Webber de 13 s et Alonso de 14 s ; suivent Rosberg, di Resta, Schumacher, Massa et Kobayashi. En tête de la course, Hamilton hausse le rythme et, quatre tours plus tard, possède 9 secondes d'avance sur Vettel, 10 sur Button et plus de 15 sur Webber, attaqué par Alonso. Nick Heidfeld, en grande difficulté en fond de classement, abandonne sa Renault en feu sur le bord de la piste. Alors que les commissaires se précipitent pour éteindre l'incendie, la monoplace explose et un commissaire est légèrement blessé à la jambe. Pendant ce temps, Webber, Alonso, Kovalainen, Perez, Petrov, Buemi rentrent au vingt-cinquième tour pour changer de pneumatiques, Hamilton, Schumacher (qui abandonne peu après), Sutil, Liuzzi au vingt-sixième, Button, Rosberg, di Resta au suivant, Vettel, Maldonado, Glock, d'Ambrosio et Ricciardo au vingt-huitième,.
Au trente-deuxième passage Hamilton est toujours en tête et précède Button de 7 secondes, Vettel de 12 s, Webber de 16 s, Alonso de 17 s ; suivent Kobayashi qui change ses pneus au tour suivant, Massa, Rosberg, di Resta et Barrichello. Alonso, fortement retardé par Webber, s'arrête changer ses pneus au trente-sixième tour, Barrichello au trente-septième, Webber au trente-neuvième, Hamilton et Massa au quarantième, Vettel au tour suivant et Button au quarante-deuxième tour. Après cette troisième vague d'arrêts, Hamilton mène la course devant Button, Alonso, Vettel et Webber. Si Hamilton et Alonso sont toujours en pneus tendres, les trois autres, désormais en pneus durs, essayent d’aller jusqu'au bout de la course sans arrêt supplémentaire. Alonso maltraite tellement ses pneus tendres que ses temps au tour s'effondrent : Vettel prend l'avantage sur lui dans le quarante-quatrième tour, au moment où quelques gouttes tombent sur le circuit,.
La pluie s'intensifie dans le quarante-septième tour et Hamilton part à la faute. Alonso rentre au stand et, malgré la pluie, chausse des pneus slicks durs. Button mène désormais la course devant Hamilton et Vettel, les trois pilotes se tenant en une seconde. Au cinquantième passage Button devance Hamilton, Vettel, Webber, Alonso, Massa, Rosberg, Kobayashi, Petrov et Alguersuari. Quelques secondes plus tard, Button part à la faute sur une piste de plus en plus glissante et Hamilton prend la tête de la course. Button reprend l'avantage quelques hectomètres plus loin avant que Lewis Hamilton ne lui rende la pareille quelques centaines de mètres plus loin, puis rentre au cinquante-deuxième tour chausser des pneus intermédiaires. Webber rentre également chausser des gommes intermédiaires mais s'aperçoit immédiatement de son erreur technique : il revient aussitôt remettre des gommes slicks. Pendant ce temps, Alonso déborde Hamilton en difficulté avec des pneumatiques mal adaptés à la piste. Hamilton retourne changer ses pneus au cinquante-quatrième tour : il n'a désormais plus aucun espoir de décrocher la victoire, d'autant qu'il reçoit une pénalité pour avoir gêné Paul di Resta après son tête-à-queue,,,.
Au cinquante-sixième passage, Button mène devant Vettel, Alonso, Hamilton, Massa, Webber, Kobayashi, Rosberg, Buemi et di Resta. En fin de course, Hamilton prend l'avantage sur Webber. Jenson Button remporte la victoire pour son 200e départ en Grand Prix. Vettel termine deuxième devant Alonso, Hamilton, Webber, Massa, di Resta, Buemi, Rosberg et Alguersuari,,.

### Classement de la course
| Pos. | no | Pilote                  | Écurie               | Tours | Temps/Abandon                      | Grille | Points |
| ---- | -- | ----------------------- | -------------------- | ----- | ---------------------------------- | ------ | ------ |
| 1    | 4  | Jenson Button SREC      | McLaren-Mercedes     | 70    | 1 h 46 min 42 s 337 (172,416 km/h) | 3      | 25     |
| 2    | 1  | Sebastian Vettel SREC   | Red Bull-Renault     | 70    | + 3 s 588                          | 1      | 18     |
| 3    | 5  | Fernando Alonso SREC    | Ferrari              | 70    | + 19 s 819                         | 5      | 15     |
| 4    | 3  | Lewis Hamilton SREC     | McLaren-Mercedes     | 70    | + 48 s 338                         | 2      | 12     |
| 5    | 2  | Mark Webber SREC        | Red Bull-Renault     | 70    | + 49 s 742                         | 6      | 10     |
| 6    | 6  | Felipe Massa SREC       | Ferrari              | 70    | + 1 min 23 s 176                   | 4      | 8      |
| 7    | 15 | Paul di Resta SREC      | Force India-Mercedes | 69    | + 1 tour                           | 11     | 6      |
| 8    | 18 | Sebastien Buemi SREC    | Toro Rosso-Ferrari   | 69    | + 1 tour                           | 23     | 4      |
| 9    | 8  | Nico Rosberg SREC       | Mercedes             | 69    | + 1 tour                           | 7      | 2      |
| 10   | 19 | Jaime Alguersuari SREC  | Toro Rosso-Ferrari   | 69    | + 1 tour                           | 16     | 1      |
| 11   | 16 | Kamui Kobayashi SREC    | Sauber-Ferrari       | 69    | + 1 tour                           | 13     |        |
| 12   | 10 | Vitaly Petrov SREC      | Renault              | 69    | + 1 tour                           | 12     |        |
| 13   | 11 | Rubens Barrichello SREC | Williams-Cosworth    | 68    | + 2 tours                          | 15     |        |
| 14   | 14 | Adrian Sutil SREC       | Force India-Mercedes | 68    | + 2 tours                          | 8      |        |
| 15   | 17 | Sergio Pérez SREC       | Sauber-Ferrari       | 68    | + 2 tours                          | 10     |        |
| 16   | 12 | Pastor Maldonado SREC   | Williams-Cosworth    | 68    | + 2 tours                          | 17     |        |
| 17   | 24 | Timo Glock              | Virgin-Cosworth      | 66    | + 4 tours                          | 20     |        |
| 18   | 22 | Daniel Ricciardo        | HRT-Cosworth         | 66    | + 4 tours                          | 22     |        |
| 19   | 25 | Jérôme d'Ambrosio       | Virgin-Cosworth      | 65    | + 5 tours                          | 24     |        |
| 20   | 23 | Vitantonio Liuzzi       | HRT-Cosworth         | 65    | + 5 tours                          | 21     |        |
| Abd. | 20 | Heikki Kovalainen       | Lotus-Renault        | 55    | Fuite d'eau                        | 18     |        |
| Abd. | 7  | Michael Schumacher SREC | Mercedes             | 26    | Boîte de vitesses                  | 9      |        |
| Abd. | 9  | Nick Heidfeld SREC      | Renault              | 23    | Feu                                | 14     |        |
| Abd. | 21 | Jarno Trulli            | Lotus-Renault        | 17    | Fuite d'eau                        | 19     |        |

### Pole position et record du tour
- Pole position :  Sebastian Vettel (Red Bull-Renault) 1 min 19 s 815 (197,602 km/h)[28],[29].
- Meilleur tour en course :  Felipe Massa (Ferrari) 1 min 23 s 415 au soixante et unième tour[30],[31].

### Tours en tête
- Sebastian Vettel : 5 tours (1-4 / 28)
- Lewis Hamilton : 39 tours (5-26 / 29-40 / 43-46 / 51)
- Jenson Button : 26 tours (27 / 41-42 / 47-50 / 52-70)

## Classements généraux à l'issue de la course
| Pos. | Pilote             | Écurie               | Points |
| ---- | ------------------ | -------------------- | ------ |
| 1    | Sebastian Vettel   | Red Bull-Renault     | 234    |
| 2    | Mark Webber        | Red Bull-Renault     | 149    |
| 3    | Lewis Hamilton     | McLaren-Mercedes     | 146    |
| 4    | Fernando Alonso    | Ferrari              | 145    |
| 5    | Jenson Button      | McLaren-Mercedes     | 134    |
| 6    | Felipe Massa       | Ferrari              | 70     |
| 7    | Nico Rosberg       | Mercedes             | 48     |
| 8    | Nick Heidfeld      | Renault              | 34     |
| 9    | Vitaly Petrov      | Renault              | 32     |
| 10   | Michael Schumacher | Mercedes             | 32     |
| 11   | Kamui Kobayashi    | Sauber-Ferrari       | 27     |
| 12   | Adrian Sutil       | Force India-Mercedes | 18     |
| 13   | Sébastien Buemi    | Toro Rosso-Ferrari   | 12     |
| 14   | Jaime Alguersuari  | Toro Rosso-Ferrari   | 10     |
| 15   | Sergio Pérez       | Sauber-Ferrari       | 8      |
| 16   | Paul di Resta      | Force India-Mercedes | 8      |
| 17   | Rubens Barrichello | Williams-Cosworth    | 4      |

| Pos. | Écurie               | Points |
| ---- | -------------------- | ------ |
| 1    | Red Bull-Renault     | 383    |
| 2    | McLaren-Mercedes     | 280    |
| 3    | Ferrari              | 215    |
| 4    | Mercedes Grand Prix  | 80     |
| 5    | Renault F1 Team      | 66     |
| 6    | Sauber-Ferrari       | 35     |
| 7    | Force India-Mercedes | 26     |
| 8    | Toro Rosso-Ferrari   | 22     |
| 9    | Williams-Cosworth    | 4      |

## Statistiques
Le Grand Prix de Hongrie 2011 représente :
- la 23e pole position de sa carrière pour Sebastian Vettel ;
- la 31e pole position pour Red Bull en tant que constructeur ;
- la 186e pole position pour Renault en tant que motoriste ;
- la 11e victoire de sa carrière pour Jenson Button ;
- la 173e victoire pour McLaren en tant que constructeur ;
- la 86e victoire pour Mercedes en tant que motoriste ;
- le 200e départ en Grand Prix pour Jenson Button ;
- le 100e départ en Grand Prix pour Nico Rosberg ;
- le 100e Grand Prix d'un moteur V8 ;
- le 100e Grand Prix pour la Scuderia Toro Rosso ;
- le 183e et dernier Grand Prix de Nick Heidfeld, remplacé chez Renault par Bruno Senna dès le Grand Prix suivant.

Au cours de ce Grand Prix :
- Sebastian Vettel passe la barre des 600 points inscrits en championnat du monde (615 points)[36] ;